# Friedrich Wilhelm Jähns
Friedrich Wilhelm Jähns (Berlin, 2 janvier 1809 – 8 août 1888) est un musicologue prussien, professeur de chant et compositeur.

## Biographie
Jähns a étudié le chant avec Grell. Il rejoint dans sa jeunesse une scène privée à Berlin et veut faire carrière au théâtre, mais plus tard, il se consacre à des cours de chant. Il connait une grande réussite en tant que professeur de chant, formant plus de 900 élèves, dont la princesse Louise de Prusse. De 1828 à 1838, il chante au sein de l'Académie de chant de Berlin (Sing-Akademie zu Berlin). Comme chef, il donne de nombreux concerts avec le chœur qu'il fonde 1845 et qu'il dirige jusqu'en 1870. En 1881, il est nommé assistant de rhétorique au Conservatoire de Scharwenka.
En même temps, il est également actif dans presque tous les domaines de la composition et en particulier ses œuvres vocales reçoivent de la part du public un accueil très favorable. Il compose une Grand sonate pour violon et piano, un trio avec piano, des Schottische Lieder.
Friedrich Wilhelm Jähns est surtout connu pour son catalogue thématique des œuvres de Carl Maria von Weber, publié à Berlin en 1871. Les numéros du catalogue sont indiqués en étant précédés par un "J.". Il écrit aussi une biographie de Weber intitulée Carl Maria von Weber: eine Lebensskizze nach authentischen Quellen (Leipzig 1873).
Jähns collectionne tous les documents disponibles sur la vie et l'œuvre de Weber, soit trois cents lettres autographes et autres brochures, premières éditions, etc. Sa bibliothèque est acquise en 1883 par la Bibliothèque royale de Berlin.